# Julie Hausmann
Julie Hausmann (ur. 19 marca 1826 w Rydze, zm. 15 sierpnia 1901 w Võsu) – poetka niemieckojęzyczna.

## Życiorys
Julie Katharina von Hausmann była jedną z sześciu córek nauczyciela Johanesa Michaela i Julii von Magnus. Pod koniec życia jej ojciec stracił wzrok i Julia opiekowała się nim aż do jego śmierci w 1864 roku. Przez cztery lata mieszkała u najmłodszej siostry, która była organistką w Biarritz. Od 1870 roku mieszkała w Petersburgu z najstarszą siostrą, która pracowała w szkole. Zmarła podczas pobytu w sanatorium w Estonii i została tam pochowana na cmentarzu w Ilumäe.
Nie publikowała wierszy pod własnym nazwiskiem. Dlatego część jej twórczości jest błędnie przypisywana Gustavowi Knakowi, który na jej prośbę jej przyjaciółki Olgi von Karp zajmował się publikacją jej tekstów. Knakowi podobały się utwory i osobiście poprosił ją o kolejne. Wysyłając kolejną partię hymnów, Julie poprosiła, aby nie wymieniać jej nazwiska. Dlatego książka zawierająca 100 hymnów ukazała się pod tytułem Maiblumen. Lieder einer Stillen im Lande, dargereicht von G. Knak.

## Twórczość
Najbardziej znana jest jako autorka hymnów, z których najbardziej popularny zaczyna się od słów So Nimm denn meine Hände (w polskim tłumaczeniu Za rękę weź mnie, Panie, i prowadź sam) do muzyki Friedricha Silchera. W kościele ewangelickim pieśń była i jest często śpiewana podczas nabożeństw żałobnych i pogrzebów; śpiewano ją również podczas ślubów. W prasie można znaleźć informację, że wykonano ją w 1900 roku podczas ślubu księżniczki Marii Luizy z Hanoweru, w której to uroczystości wziął udział cesarz Franciszek Józef I.
- Maiblumen. Lieder einer Stillen im Lande; 4 tomy wydano w latach 1862, 1863, 1865[9]
- Bilder aus dem Leben der Nacht im Lichte des Evangeliums, dargereicht von G. Knak, 1868[10]
- Hausbrot. Schlichte Morgen- und Abend-Andachten, 1899[10].
- Blumen aus Gottes Garten. Lieder und Gedichte, 1902[10]